# Holothuria tubulosa
Holothuria tubulosa, botifarra de mar, pixota o carall de Jan és una espècie de cogombre de mar de la família de les holoturídes. És l'espècie d'holotúria més freqüent en la mar Mediterrània occidental.

## Descripció

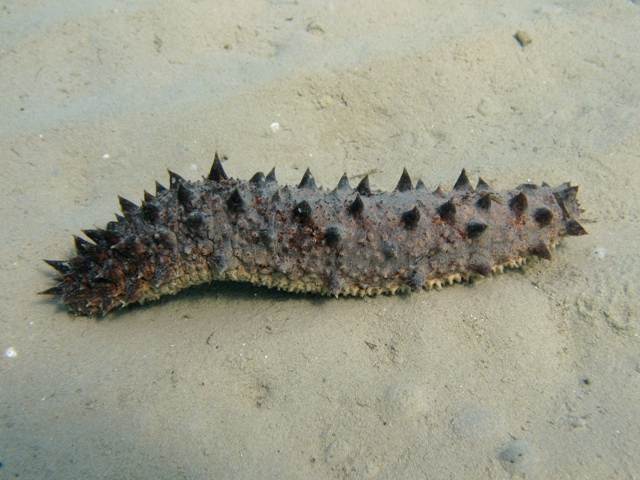
A poca profunditat

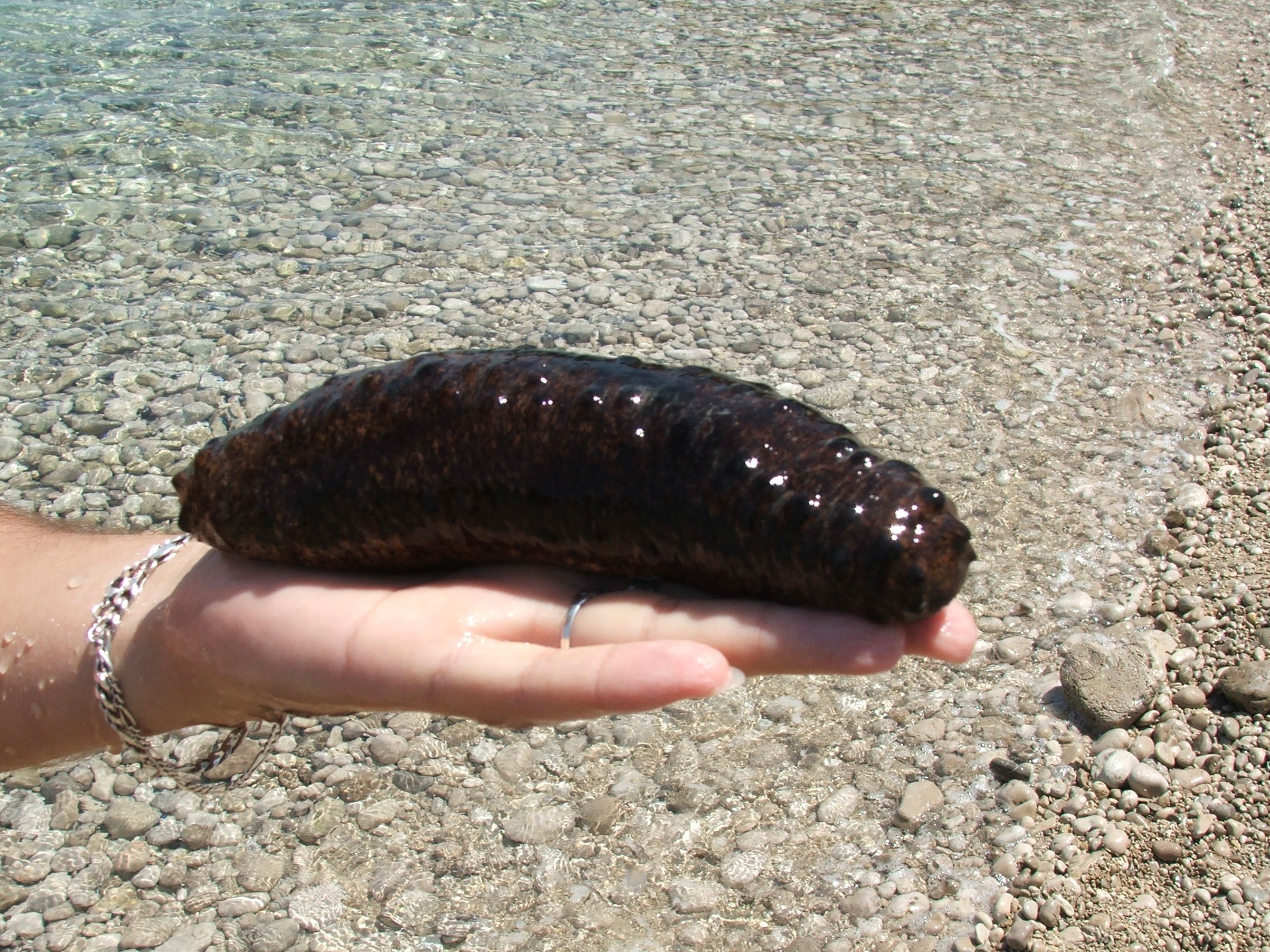
Fora de l'aigua, les papil·les encara no erectes

És una holotúria cilíndrica en forma grossera de cogombre, mesurant fins a 40 cm de longitud per 6 d'ample. La boca és situada a l'extremitat anterior, i comporta tentacles bucals curts i difícilment visibles, mentre que la cloaca és situada a l'altra extremitat.
La seva pell és de color bru clar tirant a vegades a vermell o el violaci, i s'hi drecen grosses papil·les característiques, grosserament punxegudes (però toves) L'epidermis segrega un moc protector embrutant, que l'animal renova regularment La seva cara ventral és àmpliament entapissada de tres fileres de podia, que són els òrgans de la locomoció. No té tubs de Cuvier.
Es corre el risc, de vegades, de confondre-la amb les seves cosines Holothuria poli (igualment molt comuna, però més petita i sovint coberta de sediment), Holothuria forskali (que posseeix tubs de Cuvier, podia blancs i no és retràctil) i Holothuria sanctori (que té un tegument rugós).

## Hàbitat i repartició
Aquesta espècie viu a la mar Mediterrània (on és el cogombre de mar més comú) i a l'Atlàntic europeu (Golf de Biscaia). Viu sobre els fons sorrencs o rics en sediment i en els herbers ; es troba a partir de la superfície fins a un centenar de metres de profunditat.

## Ecologia i comportament
Com totes les holotúries del seu ordre, aquesta espècie s'alimenta ingerint el substrat sorrenc, que tria grosserament i porta a la seva boca amb l'ajut dels seus tentacles bucals per a digerir-ne les partícules orgàniques. D'aquesta manera, aquests animals contribueixen al reciclatge del sediment : un adult pot així filtrar més de 20 de sediment per any.
La reproducció és sexada, i la fecundació té lloc a l'estiu, en plena aigua després d'emissió sincronitzada dels gàmetes virils i femelles (les holotúries adopten llavors una posició erecta característica). La larva evoluciona entre el plàncton durant algunes setmanes abans de fixar-se per a començar la seva metamorfosi.